# Trường Hạ sĩ quan Hải quân
Trường Trung học Cơ khí Hải quân(tiếng Tây Ban Nha: Escuela Superior de Mecánica de la Armada, thường được gọi bằng từ viết tắt ESMA) là một Di sản thế giới được UNESCO công nhận nằm tại vùng lân cận Núñez, thủ đô Buenos Aires, Argentina. Ban đầu, ESMA phục vụ như một cơ sở giáo dục của Hải quân Argentina và là trụ sở của một đơn vị đặc nhiệm. Nhưng sau đó nó đã hoạt động như là một Trung tâm giam giữ bí mật, bất hợp pháp của những người phản đối Chế độ quân sự độc tài 1976–1983 được gọi là "những kẻ lật đổ" trong khoảng thời gian được gọi là Chiến tranh bẩn thỉu. Quân đội đã tiếp nhận những đứa trẻ do những người phụ nữ bị giam giữ ở đó sinh ra, che giấu danh tính thực sự của chúng và cho phép chúng được các gia đình quân nhân và cộng sự của chế độ nhận nuôi bất hợp pháp. Đơn vị đặc nhiệm (Unidad de Tareas) chịu trách nhiệm về hàng nghìn trường hợp cưỡng bức mất tích, tra tấn và giết hại trong thời gian này. ESMA là trung tâm giam giữ lớn nhất thuộc loại này trong Chiến tranh Bẩn thỉu.
Tòa nhà ESMA đã được chuyển đổi thành bảo tàng tưởng niệm để trưng bày và tưởng nhớ những người đã "mất tích" trong Chiến tranh Bẩn thỉu của Argentina. Quốc hội đã thông qua luật vào ngày 5 tháng 8 năm 2004 để chuyển khu phức hợp ESMA thành bảo tàng, không gian Ký ức, Thúc đẩy và Bảo vệ Nhân quyền. Vào ngày 10 tháng 6 năm 2014, bảo tàng Malvinas đã được khánh thành trong khuôn viên ESMA, một bảo tàng về các hòn đảo đang bị tranh chấp bởi Vương quốc Anh (gọi chúng là Quần đảo Falkland) và Argentina (Quần đảo Malvinas).
Đến năm 2001, nó được đổi tên thành Escuela de Suboficiales de la Armada (ESSA; tiếng Anh: Trường Sĩ quan Hải quân), và sau đó cơ sở này chuyển đến Căn cứ Hải quân Port Belgrano tại Punta Alta, Buenos Aires vào năm 2005. Nơi này cách Bahía Blanca 28 km và cách Buenos Aires khoảng 600 km về phía tây nam. Ngày nay, nó là một Di sản thế giới được UNESCO công nhận từ năm 2023 với tên gọi Bảo tàng ESMA và Địa điểm tưởng niệm cũ Trung tâm Giam cầm, Tra tấn và Hủy diệt Bí mật.